# Bruce Friedrich
Bruce Gregory Friedrich (né le 7 août 1969) est le PDG et cofondateur de The Good Food Institute (GFI), une organisation à but non lucratif financée par Y Combinator qui promeut les alternatives végétales et cultivées à la viande animale conventionnelle,. Il est aussi cofondateur de la société de capital-risque New Crop Capital spécialisée, également spécialisée dans les alternatives au produits d'origine animale. Friedrich a auparavant travaillé pour PETA et Farm Sanctuary.

## Jeunesse et éducation
Friedrich est né le 7 août 1969 à West Lafayette, dans l'Indiana aux États-Unis. En 1987, il a obtenu son diplôme de fin d'études secondaires à Norman High School, dans la ville de Norman en Oklahoma. En 1996, Friedrich est diplômé de Phi Beta Kappa du Grinnell College avec un Bachelor of Arts en anglais, économie et religion,. Il est diplômé de l'Université Johns Hopkins et de la London School of Economics, et a obtenu son diplôme de Juris Doctor à la Faculté de doit de l'Université de Georgetown, où il a obtenu son diplôme magna cum laude, Ordre de la Coiffe.

## Carrière
Friedrich a été directeur des politiques pendant quatre ans à Farm Sanctuary. Avant cela, il a travaillé chez PETA pendant 15 ans. En tant que responsable des campagnes publiques, il a dirigé plusieurs des campagnes les plus médiatisées de l'organisation, dont une au début des années 2000 lorsque PETA a demandé à l'équipe de football Packers de Green Bay de changer son nom, qui provenait d'une ancienne usine de conditionnement de viande en la région de Green Bay,.
Friedrich a travaillé avec les dirigeants de Mercy For Animals pour lancer le Good Food Institute (GFI) dans le but de transformer le système alimentaire en promouvant des alternatives aux produits d'origine animale qui soient compétitives en termes de prix et de goût,. En reconnaissance de son travail à GFI, Friedrich a été nommé « Héros Américain de l'Alimentation » par le magazine Eating Well en 2021,.
Friedrich est cofondateur de New Crop Capital; une société de capital-risque pour financer le développement de protéines alternatives.
Friedrich est membre du programme TED fellows. en 2019, il a donné une conférence TED qui a depuis été vue plus de 2,3 millions de fois et traduite dans plus de 30 langues, affirmant que la viande végétale et cultivée a le potentiel de transformer l'industrie mondiale de la viande, réduisant ainsi le changement climatique, le risque de pandémie et la prévalence d'agents pathogènes résistants aux antibiotiques.

## Philanthropie
En tant que défenseur de l'altruisme efficace, Friedrich est membre de Giving What We Can, une communauté de personnes qui se sont engagées à donner une partie de leurs revenus à des œuvres caritatives efficaces.

## Vie privée
Friedrich est chrétien et végétalien depuis 1987. Il est marié à Alka Chandna, qui travaille pour PETA.

## Voir également
- Viande cultivée
- Substitut de viande